# 170 (число)
170 (Сто сімдеся́т) — натуральне число між 169 та 171.

## У математиці
170 є найменшим n, для якого φ(n) та σ(n) є точними квадратами (64 та 324 відповідно). Проте рівняння φ(x)=170 не має розв'язків, через що число є нон-тотієнтом. Рівняння x - φ(x)=170 теж не має розв'язків, тому число 170 також є нон-кототієнтом.
Власними дільниками числа 170 є 1, 2, 5, 10, 17, 34, та 85. Сума їх складає 154, що є меншим за 170, тому число 170 є недостатнім.
Сума цифр числа 170 — 8. Добуток цифр числа 170 — 0.
У системі числення з основою 4 число записується як 2222.
170 є найбільшим натуральним числом, для якого вбудований калькулятор Google може вирахувати факторіал, який дорівнює 170! = 7.25741562 × 10306.

## У спорті
Дартс:
- Відстань від центру мішені до зовнішньої сторони дроту кільця «даблів» 170,0 мм.
- Відстань від центру мішені до зовнішньої сторони дроту кільця «триблів» 107,0 мм

## В інших галузях
- 170 рік.
- 170 до н. е.
- NGC 170 — галактика в сузір'ї Кит.
- Найбільше натуральне число, факторіал якого обчислює вбудований калькулятор Google.